# Dennis Brain

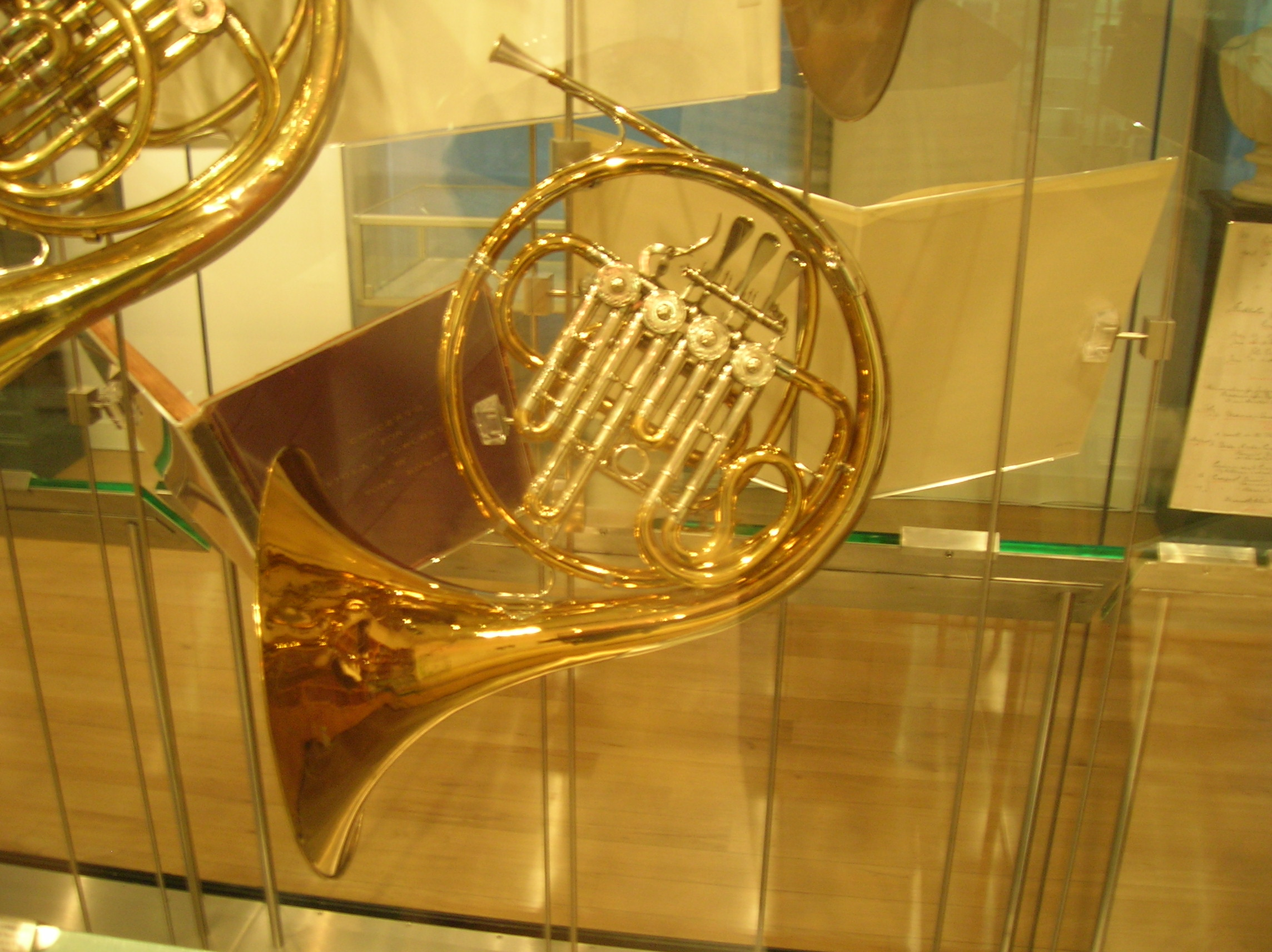
Brain’s Alexander Horn

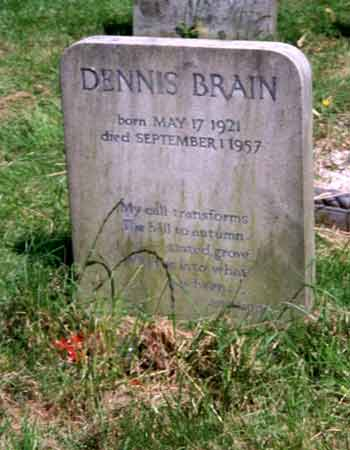
Dennis Brain’s Grab in London

Dennis Brain (* 17. Mai 1921 in London; † 1. September 1957 in Hatfield) war ein britischer Hornist.
Brain war Spross einer Londoner Hornistenfamilie. Sein Vater Aubrey Brain und sein Onkel waren ebenso Berufshornisten wie deren Vater. Er zeigte schon mit drei Jahren Interesse am Waldhorn, erhielt jedoch zunächst Musikstunden auf dem Klavier, später auf der Orgel. Ab 1936 studierte er bei seinem Vater an der Royal Academy of Music sowie Klavier bei Max Pirani und Orgel beim G. D. Cunningham. Während des Zweiten Weltkrieges war er Solohornist in der Royal Air Force Central Band, nach dem Krieg im Philadelphia Orchestra, im Royal Philharmonic und im Philharmonia Orchestra. Daneben war er ein gesuchter Hornist für Kammermusik. Brain galt als ein begeisterter Sportwagen-Fahrer (z. B. 1939er 12-Cyl-Lagonda, 1938er 6-Cyl-Citroën, Triumph TR2"). Er starb bei einem Autounfall nach einem Konzertauftritt auf der Fahrt von Edinburgh nach London (380-Meilen-Trip) in Hatfield, 17 Meilen von zu Hause.
Benjamin Britten schrieb danach: „… ein Künstler mit der einzigartigen Kombination der großartigen technischen Beherrschung seines Instrumentes, großer Musikalität, des lebhaften und intelligenten Interesses an der Musik aller Art, eines wunderbaren Temperaments und einer liebenswerten Persönlichkeit, wurde uns geraubt.“
Trotz seines kurzen Lebens gibt es zahlreiche Aufnahmen u. a. der Konzerte von Wolfgang Amadeus Mozart, Richard Strauss und Paul Hindemith, der Britten-Serenade und einer Handvoll Rezitalstücke, zudem von Kammer- und Orchesterwerken. In einem Film spielt er mit Dennis Matthews die Hornsonate op. 17 von Ludwig van Beethoven.
Mehrere Komponisten schrieben Werke für Brain, unter anderem Benjamin Britten, Paul Hindemith, Malcolm Arnold, Lennox Berkeley, York Bowen, G. Bryan, Peter Racine Fricker, Gordon Jacob und Elisabeth Lutyens. Brittens Serenade für Tenor, Horn und Streicher (1943) ist ein Beispiel für die erfolgreiche Zusammenarbeit zwischen Komponist und Interpret.
Francis Poulenc komponierte eine Elegie für Horn und Klavier in memoriam Dennis Brain (1958).